# جيروذ أنطوني
جيروذ أنطوني (الاسم العلمي:Neotoma anthonyi) هي نوع من الحيوانات تتبع جنس الجيروذ من فصيلة الفأرية.